# شهرداری بووک
شهرداری بووک (به لاتین: Municipality of Bovec) یک منطقهٔ مسکونی در اسلوونی است که در اسلوونی واقع شده‌است. شهرداری بووک ۳۶۷٫۳ کیلومتر مربع مساحت و ۳٬۲۴۹ نفر جمعیت دارد.